# Le Meillard
Le Meillard é uma comuna francesa na região administrativa de Altos da França, no departamento de Somme. Estende-se por uma área de 6,93 km². Em 2010 a comuna tinha 158 habitantes (densidade: 22,8 hab./km²).